# (100042) 1991 SJ2
(100042) 1991 SJ2 es un asteroide perteneciente al cinturón de asteroides, descubierto el 16 de septiembre de 1991 por Henry E. Holt desde el Observatorio del Monte Palomar, Estados Unidos.